# Adalbert zu Dohna-Lauck
Adalbert Burggraf und Graf zu Dohna-Lauck (* 13. Januar 1849 in Lauck; † 10. April 1912 in Stettin) war ein deutscher Verwaltungs- und Hofbeamter.

## Leben
Adalbert zu Dohna-Lauck wurde geboren als Sohn des Carl Friedrich zu Dohna-Lauck und seiner zweiten Ehefrau Antonie geb. Gräfin Henckel von Donnersmarck. Nach dem Besuch des Kneiphöfischen Gymnasiums in Königsberg und des Pädagogiums in Halle studierte er an der Rheinischen Friedrich-Wilhelms-Universität Bonn, der Friedrich-Wilhelms-Universität Berlin und der Albertus-Universität Königsberg Rechtswissenschaften. 1868 wurde er Mitglied des Corps Borussia Bonn. Nachdem er 1877 das Gerichtsassessorexamen bestanden hatte, wurde er Verwaltungsbeamter bei der Regierung in Stettin, wo er Geheimer Regierungsrat wurde.
Zu Dohna-Lauck nahm am Deutsch-Französischen Krieg als Leutnant im 1. Garde-Dragoner-Regiment teil. Er war Königlicher preußischer Kammerherr.